# Dig (groupe)
Pour l’article homonyme, voir Dig.
Dig est un groupe américain de rock, originaire de Los Angeles, en Californie. Le groupe sort ensuite l'album Defenders of the Universe en 1996. Il est suivi par leur troisième album Life Like en 1999, dans lequel ils se séparent ensuite la même année. 
Le groupe se reforme brièvement entre 2004 et 2008, puis en 2016 Scott Hackwith (chant, guitare) et Jon Morris (guitare, chant) sont les seuls membres à être restés dans le groupe pendant toute sa durée, bien que la formation actuelle comprenne également le guitariste d'origine Johnny Cornwell. 

## Histoire
Dig se forme en 1991 à Los Angeles, le chanteur Scott Hackwith ayant exploité son propre home studio tout en travaillant chez Propaganda Films. Hackwith et le batteur Anthony Smedile forment le groupe ensemble, puis ils recrutent Jon Morris à la guitare et aux chœurs, Johnny Cornwell à la guitare, et Phil Friedmann à la basse. Le groupe utilise quatre guitares afin de mettre en avant ses influences shoegazing. Le groupe sort un EP démo en 1992 intitulé Runt sur le label discographique indépendant Wasteland Records.
En 1993, Dig signe avec Radioactive Records, et sort son premier album studio cette année-là, l'album éponyme Dig, produit par Dave Jerden, connu pour avoir produit les albums des années 1990 de groupes tels qu'Alice in Chains et Anthrax. L'album se classe à la 153e place du Billboard 200 et à la 6e place du Billboard Heatseekers. Le single Believe est joué régulièrement dans l'émission Buzz Bin de MTV et atteint la 19e place du Billboard Modern Rock Chart et la 34e place du Billboard Mainstream Rock Chart,. Bien que Believe est le tube du groupe, le label prennent une initiative improbable et sortent quatre autres singles du même album, qui ne réussit pas à se classer aux États-Unis. Au Royaume-Uni, Dig connait un peu plus de succès dans le UK Singles Chart, puisque Believe atteint la 83e place, Unlucky Friend la 96e et I'll Stay High la 97e, tous en 1994. 
En 2016, le groupe est ressuscité une fois de plus pour jouer un concert unique à West Hollywood. En plus de Hackwith, Morris et Cornwell, le nouveau bassiste Marcus Blake et le nouveau batteur Charlie George rejoignent le groupe. Le 10 mars 2023, l'ancien guitariste Denney (présent sur le deuxième album de Dig, Defenders of the Universe) décède à l'âge de 65 ans. Dig revient sur scène en juillet 2023, et la formation change à nouveau avec l'arrivée d'Ernesto Mora à la basse et de Matt Bennett à la batterie. 

## Discographie partielle
- 1993 : Runt (EP, Wasteland)
- 1993 : Dig (Radioactive Records)
- 1994 : Soft Pretzel (EP, Radioactive Records)
- 1996 : Defenders of the Universe (Radioactive Records)
- 1998 : Life Like (Universal Records)